# Applikationsserver
 For alternative betydninger, se Applikationsserver (flertydig). (Se også artikler, som begynder med Applikationsserver)
I forbindelse med J2EE er en applikationsserver et serverprogram, der giver mulighed for brug af servletter og enterprise beans på applikationsserveren. Desuden stilles de API'er til rådighed, som J2EE-specifikationen beskriver. Der er ikke krav om at en applikationsserver er platformsuafhængig. 
Serverprogrammet sørger for, at abstrakte begreber som sikkerhed kædes sammen med en konkret løsning. Eksempelvis oversættes de abstrakte rolledefinitioner, der bruges til at beskrive, hvilke typer brugere, der kan få adgang til en servlet eller enterprise bean til den brugerstyring, det konkrete styresystem stiller til rådighed. Databaseadgang via JDBC og transaktionsstyrring håndteres også af applikationsserveren.
De fleste applikationsservere stiller programmer til rådighed, der bruges til installation af programmer i serveren og administration og opsætning af programmerne. Vigtige opgaver er registrering af navne i JNDI og registrering af JMS-køer.
| Programmering | Spire Denne artikel om datalogi eller et datalogi-relateret emne er en spire som bør udbygges. Du er velkommen til at hjælpe Wikipedia ved at udvide den. |